# پالمویو سات (تگزاس)
پالمویو سات (به انگلیسی: Palmview South) یک منطقهٔ مسکونی در ایالات متحده آمریکا است که در شهرستان ایدالگو، تگزاس واقع شده‌است. پالمویو سات ۷٫۹ کیلومتر مربع مساحت و ۵٬۵۷۵ نفر جمعیت دارد و ۴۱ متر بالاتر از سطح دریا واقع شده‌است.